# Arcitalitrus sylvaticus
Arcitalitrus sylvaticus är en kräftdjursart som först beskrevs av William Aitcheson Haswell 1879.  Arcitalitrus sylvaticus ingår i släktet Arcitalitrus och familjen tångloppor. Inga underarter finns listade i Catalogue of Life.